# Sphaeripalpus vulgaris
Sphaeripalpus vulgaris är en stekelart som beskrevs av Huang 1990. Sphaeripalpus vulgaris ingår i släktet Sphaeripalpus och familjen puppglanssteklar. Inga underarter finns listade i Catalogue of Life.